# Днестр (салат)
Днестр (укр. Днiстер) — салат из белокочанной шинкованной капусты, подсоленной и слегка примятой, нарезанной полукопчёной колбасы, консервированного горошка и майонеза.
По легенде в 1960-е годы салат «Днестр» придумал шеф-повар черновицкого ресторана «Днiстер», расположенного на улице имени Ольги Кобылянской, № 7. «Днестр» стал фирменным салатом заведения, а также популярным рецептом для домашней кулинарии ввиду своего вкуса, простоты приготовления и недорогих ингредиентов. Позже салат якобы удостоился призового места на Всесоюзном конкурсе кулинаров в Москве.
Кроме основных ингредиентов салат готовят с добавлением репчатого лука, зелени, сахара, сверху украшают варёными яйцами.